# Aleksandar Ranković
Aleksandar Ranković Leka (nome de guerra Marko; em sérvio:  Александар Ранковић Лека; 28 de novembro de 1909 – 19 de agosto de 1983) foi um político comunista sérvio e iugoslavo, considerado o terceiro homem mais poderoso da Iugoslávia, depois de Josip Broz Tito e Edvard Kardelj. Ranković foi um defensor de uma Iugoslávia centralizada e se opôs aos esforços que promoviam a descentralização que ele considerava contrária aos interesses do povo sérvio; ele garantiu que os sérvios tivessem uma forte presença na nomenklatura da Província Autônoma Socialista do Kosovo da Sérvia. Ranković alertou contra as forças separatistas no Kosovo, que eram comumente suspeitas de praticar atividades sediciosas.
A popularidade de Ranković na Sérvia tornou-se evidente em seu funeral em 1983, ao qual compareceu um grande número de pessoas. Muitos consideraram Ranković um líder "nacional" sérvio. As políticas de Ranković foram percebidas como a base das políticas de Slobodan Milošević.

## Biografia
Ranković nasceu na aldeia de Draževac perto de Obrenovac no Reino da Sérvia. Nascido em uma família pobre, Ranković perdeu o pai ainda jovem. Ele frequentou a escola primária em sua cidade natal. Ele foi trabalhar em Belgrado e se juntou ao movimento operário. Ele também foi influenciado por seus colegas que, na época em que o Partido Comunista foi banido, trouxeram consigo revistas e literatura comunista, que eram lidas por Ranković. Aos 15 anos ingressou no sindicato. Em 1927 ele conheceu sua futura esposa Anđa e um ano depois ingressou no Partido Comunista da Iugoslávia. Logo foi nomeado Secretário-Geral da Liga da Juventude Socialista da Iugoslávia (SKOJ) em Belgrado.

## Iugoslávia entre guerras
Depois de se tornar membro do então ilegal Partido Comunista em 1928, Ranković foi nomeado Secretário da Juventude Comunista da Sérvia. Implacável com a Ditadura de 6 de Janeiro, o grupo continuou a produzir panfletos políticos para serem distribuídos em Belgrado e Zemun. Durante uma operação policial, um dos outros ativistas foi preso e revelou as identidades dos outros membros.
Ranković foi levado a julgamento perante o Tribunal Nacional para a Proteção do Estado em maio de 1929 e acabou condenado a 6 anos de prisão. Durante o seu encarceramento em Sremska Mitrovica e Lepoglava, permaneceu ativo na promoção do marxismo e do leninismo aos presos mais jovens, e lutou para melhorar as condições de vida dos presos políticos.
Após a sua libertação da prisão, conheceu Anđa Jovanović e os dois casaram-se pouco depois. Depois de completar o serviço militar obrigatório, a dupla mudou-se para Belgrado em janeiro de 1937. Enquanto trabalhava como membro da Liga dos Comunistas da Sérvia nessa época, foi promovido a secretário por Tito, função que ocupou até 1941.
Enquanto vivia ilegalmente em Belgrado, passou a ser conhecido pelo nome de "Marko", substituindo seu apelido anterior, "Leka". Em outubro de 1940, Ranković participou da Quinta Conferência Terrestre do KPJ realizada em Zagreb.

## Iugoslávia Comunista
Ranković foi membro do Politburo desde 1940. No início da ocupação da Iugoslávia pelo Eixo, Ranković era secretário do Comitê Central do Partido Comunista da Croácia. Ranković foi o primeiro membro do Comitê Central do Partido Comunista da Iugoslávia que veio para Belgrado após sua ocupação em abril de 1941. Ranković recebeu ordens de Tito para investigar por que membros do Partido Comunista Sérvio deixaram Belgrado e foram para a região rural da Sérvia, e os convidou a retornar a Belgrado. A ordem foi seguida por todos os 250 comunistas de Belgrado, exceto Vasilije Buha.

"Eu, que acompanhei todo mundo, desde a montagem até os quartos, fui o último a saber o que estava sendo planejado para mim."

Ranković, em suas memórias
Ranković foi capturado e torturado pela Gestapo alemã em 1941, mas mais tarde foi resgatado em um ousado ataque dos guerrilheiros iugoslavos. Sua esposa e mãe foram mortas pela Gestapo durante a guerra, Ranković serviu no Estado-Maior Supremo durante a guerra. Ele foi nomeado "Herói do Povo" por seus serviços prestados durante a Segunda Guerra Mundial.
Em maio de 1944, Ranković criou a OZNA, a agência de segurança. Após a guerra, tornou-se ministro do Interior e chefe da agência de inteligência militar UDBA, que substituiu o OZNA.

### Província Autônoma Socialista do Kosovo
O estado de emergência que existiu em toda a Jugoslávia até 1948 foi mantido no Kosovo até meados da década de 1960. Os albaneses do Kosovo foram alvo de um tratamento mais severo, pois resistiram ao restabelecimento do controlo iugoslavo após o fim da Segunda Guerra Mundial. O Presidente Tito concedeu às forças de segurança de Ranković a tarefa de controlar os albaneses. Ranković apoiou um sistema centralizado de estilo soviético. Ele era contra que a população albanesa ganhasse mais autonomia no Kosovo e Ranković tinha dúvidas e uma forte antipatia pelos albaneses. O Kosovo foi visto por Ranković como uma ameaça à segurança do país e à sua unidade.
Após a ruptura Iugoslava-Soviética (1948), os albaneses locais foram vistos pelo Estado como possíveis colaboradores da Albânia pró-soviética e, consequentemente, o Kosovo tornou-se uma área de foco para o serviço secreto e a força policial sob Ranković. Durante a campanha de Ranković, membros da intelectualidade albanesa foram alvo, enquanto milhares de outros albaneses foram julgados e presos por "stalinismo". Ranković foi um dos associados políticos e influentes mais próximos de Tito que supervisionou os expurgos de comunistas acusados de serem pró-Stalin após a divisão soviético-iugoslava. A polícia secreta que operava na República Socialista da Macedônia, Montenegro e Sérvia estava sob o controlo total de Ranković, ao contrário da Bósnia, Croácia e Eslovênia, devido a tensões nacionais na organização. Ranković foi considerado uma figura de elementos políticos conservadores dentro da Iugoslávia que não favorecia a democratização ou a reforma.
Entre 1945-1966, Ranković manteve o controle da minoria sérvia sobre o Kosovo, habitado principalmente por albaneses, por meio de políticas repressivas anti-albanesas da polícia secreta. No Kosovo, o período 1947-1966 é coloquialmente conhecido como "a era Ranković". Durante este tempo, o Kosovo tornou-se um estado policial sob o comando de Ranković e da sua força policial secreta. As políticas promovidas pelos nacionalistas sérvios foram empregadas contra os albaneses por Ranković, que envolviam terrorismo e assédio. Estes esforços foram empreendidos através do pretexto de buscas ilegais de armas ou de acções policiais que envolveram tortura e a morte de alegados e reais opositores políticos, muitas vezes referidos como "irredentistas". Em menor grau, Ranković também empreendeu campanhas semelhantes contra os húngaros da Voivodina e os muçulmanos de Sandžak. Ranković juntamente com outros membros comunistas sérvios opuseram-se ao reconhecimento da nacionalidade bósnia.
O Kosovo sob o controle de Ranković era visto pela Turquia como o indivíduo que implementaria o "Acordo de Cavalheiros", um acordo (1953) alcançado entre Tito e o ministro das Relações Exteriores turco, Mehmet Fuat Köprülü, que promoveu a emigração albanesa para a Anatólia. Os factores envolvidos no aumento da migração foram a intimidação e a pressão para que a população albanesa saísse através de uma campanha liderada por Ranković que foi oficialmente declarada como tendo como objetivo conter o nacionalismo albanês. Um grande número de albaneses e muçulmanos Sandžak deixaram a Iugoslávia e foram para a Turquia, enquanto famílias montenegrinas e sérvias foram instaladas no Kosovo durante o período sob Ranković.
Cresceu a oposição às suas políticas rígidas sobre o Kosovo e também às políticas empreendidas na Croácia e na Eslovênia. Com o tempo, provas contra Ranković foram recolhidas pelos seus adversários. A força policial secreta comandada por Ranković espionou indivíduos pertencentes ao grupo de liderança comunista, com relatos de tentativas de chantagem envolvendo suas informações pessoais. Ranković também foi acusado de ter grampeado o quarto de Tito. A situação terminou em julho de 1966 com a destituição de Ranković e seus associados de seus cargos. Ranković foi demitido do partido comunista (SKJ) e proibido de participar de funções públicas. As autoridades iugoslavas não chegaram a processar Ranković criminalmente através de um julgamento. A razão oficial apresentada foi que a alegada conspiração envolvendo os seus associados nunca se concretizou e que Ranković ganhou respeitabilidade devido à sua participação no desenvolvimento do país. Edina Bećirević afirma que a verdadeira razão foi que Ranković tinha uma extensa vigilância acumulada pela sua polícia secreta que poderia comprometer uma grande parte da liderança iugoslava, até mesmo Tito. Como tal, processar Ranković era inviável. Os acontecimentos em torno da demissão de Ranković foram descritos pelo governo comunista como um caso de "Grande Hegemonia Sérvia".
Após a sua demissão, a repressão governamental sob Ranković no Kosovo contra os albaneses foi revelada e a sua busca patriótica para proteger a região foi desmascarada. Os albaneses ganharam maior liberdade na Iugoslávia como consequência da queda de Ranković. A remoção de Ranković foi recebida positivamente pelos albaneses e alguns outros iugoslavos, ao mesmo tempo que gerou preocupações na Iugoslávia de que os sérvios se tornariam vulneráveis e não teriam proteção no Kosovo. Tito fez uma visita ao Kosovo (primavera de 1967) e admitiu os erros cometidos nos anos anteriores. Reformas que descentralizaram o governo e maiores poderes para as repúblicas foram promulgadas após a era Ranković e Tito mudou de opinião e afirmou que o reconhecimento dos muçulmanos e da sua identidade nacional deveria ocorrer. Os nacionalistas sérvios dentro do partido comunista alertaram Tito que a remoção de Ranković era uma ofensa imperdoável aos sérvios no país, já que ele representava a Sérvia. A partir de então, Ranković manteve-se discreto durante toda a sua vida até sua morte.

### Queda do poder
A sua queda do poder marcou o início do fim de uma estrutura de poder centralizada da Liga dos Comunistas da Iugoslávia sobre o país e dos movimentos sociais e políticos separatistas e autonomistas que culminariam na Primavera Croata e na recém descentralizada Iugoslávia que emergiu. das reformas constitucionais de 1971 e posteriormente da Constituição de 1974.

## Morte

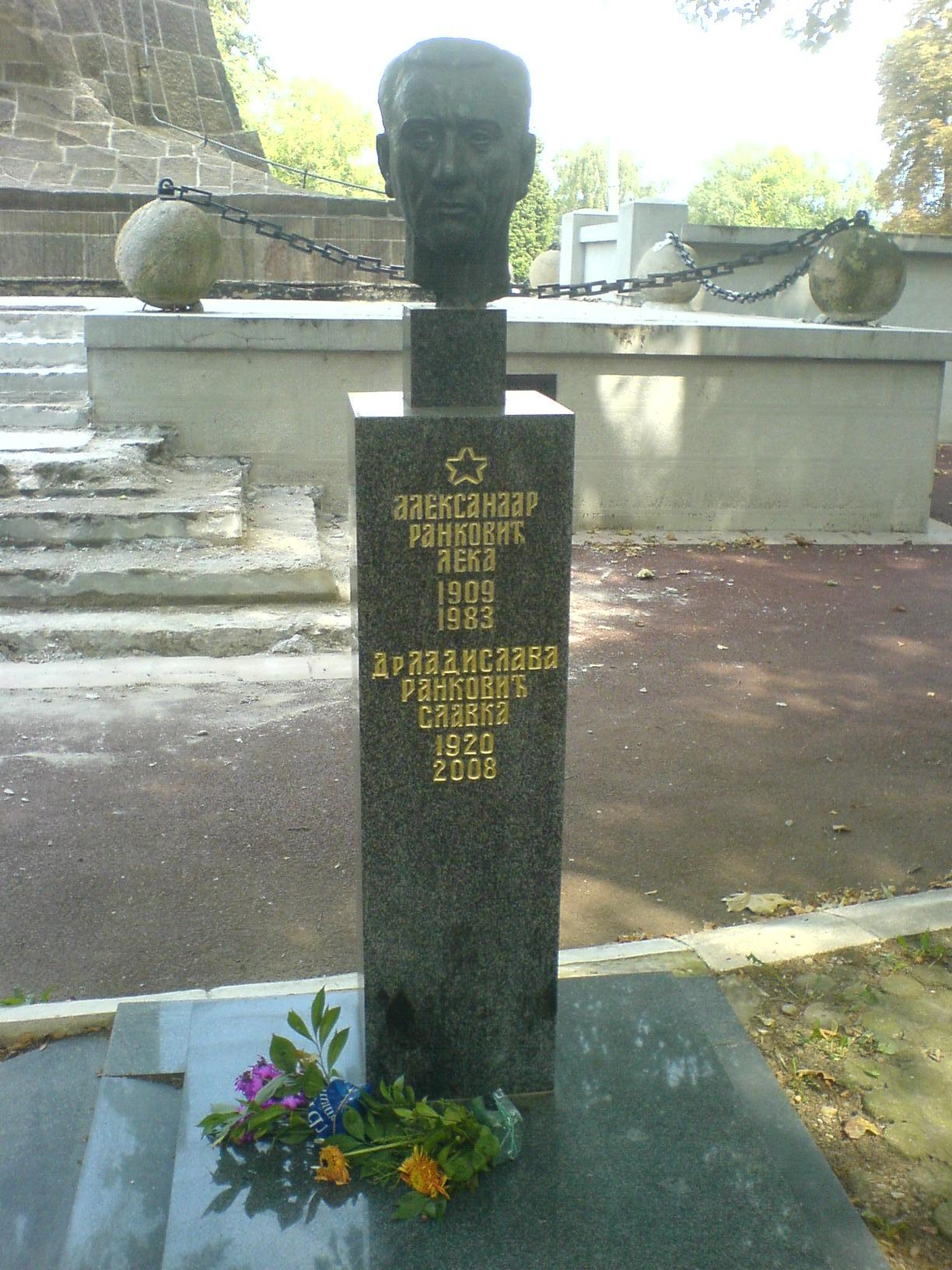
Túmulo de Ranković em Belgrado

Ranković retirou-se para Dubrovnik, onde morreu em 19 de agosto de 1983, após sofrer um segundo ataque cardíaco.
No aeroporto de Belgrado o seu caixão era aguardado apenas pelos representantes do Sindicato dos Veteranos (SUBNOR). Enquanto ele estava no hospital, alguém invadiu a casa de Ranković e roubou todas as suas medalhas, então sua família começou a reunir medalhas de seus ex-companheiros de guerra para exibi-las no funeral, mas no final a SUBNOR forneceu as medalhas substitutas. Foi proibido aos cidadãos e organizações publicar obituários. O obituário só foi permitido à sua família e apenas no dia do funeral.
Apesar de toda essa censura, o dia do funeral foi um grande choque para as autoridades do Estado e do partido. Também não foram permitidas salvas ou fanfarras mas, espontaneamente, uma enorme multidão de pessoas compareceu ao Novo Cemitério de Belgrado. Aplaudiram e gritaram "Leka, Leka" e como não havia lugar para todos, as pessoas subiam nas árvores e nas lápides. O número de pessoas que compareceram ao funeral ainda não está estabelecido. A agência estatal Tanjug relatou 1.000, enquanto rumores por toda a Sérvia falavam de várias centenas de milhares. Historiadores e repórteres, mais ou menos, concordaram em 100 mil. O próprio funeral tornou-se um "evento nacionalista" sérvio, onde os participantes expressaram sentimentos de que era necessária uma figura de Ranković no Kosovo para controlar a população albanesa.

## Legado
Na Sérvia, o enterro de Ranković foi a primeira manifestação do público sérvio contra a ideologia do titoísmo. Respeitando as políticas de Tito que restringiam os sentimentos públicos de divisão nacional, as autoridades estatais e os meios de comunicação social tentaram marginalizar as exigências de uma petição de protesto e minimizar os aspectos nacionalistas relativos ao funeral. As autoridades ficaram surpresas com os acontecimentos no funeral, pois esperavam que as pessoas se tivessem esquecido de alguém que esteve em completo isolamento mediático e político durante quase duas décadas. Ao reunirem-se em tais multidões, as pessoas mostraram ao governo o que pensavam dele, mas também o que pensavam de todas as alegações, isolamento e silêncio que rodeavam Ranković desde 1966. Mesmo assim, as autoridades, durante anos, não permitiram fotos em que Ranković estivesse ao lado de Tito ou de qualquer outro líder mundial. A publicação de suas memórias também foi proibida durante anos.
Os historiadores tentaram explicar um número tão grande de pessoas como o primeiro grande evento público após a morte de Tito em 1980. Muitos viam Ranković como um defensor da Jugoslávia e acreditavam que se ele tivesse permanecido no poder, as manifestações e rebeliões dos albaneses no Kosovo não teriam acontecido. Manifestaram-se pela primeira vez apenas dois anos depois de ele ter sido afastado do cargo, em 1968, quando em Priština, mas também em Tetovo, na República Socialista da Macedônia, aplaudiram "Viva Enver Hoxha" e "Viva a Grande Albânia". Outros protestos se seguiram em 1971 e 1981. No entanto, acções como a retirada de armas ilegais aos albaneses no Kosovo e os julgamentos de Prizren não foram nem as suas acções individuais nem o resultado da sua atitude anti-albanesa, uma vez que nada poderia ser feito sem a aprovação ou conhecimento de Tito. Os historiadores sérvios não o consideram um nacionalista sérvio; em vez disso, eles o veem como um iugoslavo leal e associado leal de Tito, que o apoiou em todos os momentos cruciais e não apoiou ou protegeu os políticos sérvios que foram forçados a sair por Tito, como Blagoje Nešković.
As pessoas comuns consideravam-no uma vítima e um símbolo de uma época, vítima tanto do governo comunista como de uma conspiração anti-sérvia, visto que o viam como um nacionalista sérvio que reprimiu os albaneses no Kosovo. Para uma facção do Partido Comunista Sérvio que visava a centralização do Estado, Ranković era visto como um defensor dos interesses sérvios. As perspectivas de Ranković entre os sérvios do Kosovo eram uma esperança de regresso às condições da época em que esteve no poder, pois representava a ordem e a paz. Para os albaneses do Kosovo, Ranković tornou-se um símbolo que representava a miséria e o sofrimento, pois o associavam a ações negativas em relação a eles.